# عين بني خليفة (عين قنصرة)
عين بني خليفة هو دُوَّار يقع بجماعة عين قنصرة، إقليم مولاي يعقوب، جهة فاس مكناس في المملكة المغربية. ينتمي الدوّار لمشيخة عين قنصرة التي تضم 4 دواوير. يقدر عدد سكانه بـ 222 نسمة حسب الإحصاء الرسمي للسكان والسكنى لسنة 2004.

## روابط خارجية
- البوابة الوطنية للجماعات الترابية نسخة محفوظة 12 مارس 2018 على موقع واي باك مشين.
- المندوبية السامية للتخطيط